# Stadion Nove Administrativne Prijestolnice
Stadion Nove Administrativne Prijestolnice (ar. ستاد مصر), poznat i kao Stadion NAC (New Administrative Capital), Sports City Stadium, Misr Stadium i Stadium of Egypt, je stadion u Novoj Administrativnoj Prijestolnici Egipta. Ima kapacitet od preko 93.940 gledatelja, što ga čini drugim najvećim stadionom u Africi.
Dio je egipatskog Međunarodnog olimpijskog grada, velikog sportskog kompleksa koji se gradi od 2015. godine, a sadrži teren za trening, dvije zatvorene dvorane (jedna od njih kapaciteta 15.000), olimpijski bazen i druge građevine, a gradi se s nadom u moguće kandidate Egipta za Olimpijske igre ili FIFA Svjetsko prvenstvo.

## Povijest
Izgradnja stadiona započela je 2019. godine kao dio velikog olimpijskog sportskog kompleksa. Dizajnirale su ga talijanske tvrtke SHESA Architects i MJW Structures u suradnji s inženjerima i konzultantima Cosmos-E, koji su također radili na Juventusovom stadionu u talijanskom Torinu i stadionu Paul Biya u kamerunskom Yaoundèu. Glavni izvođač radova bio je Orascom Construction.
Stadion je dovršen krajem 2023. i bio je domaćin trening kampa egipatske nogometne reprezentacije prije Afričkog kupa nacija 2023. Prva utakmica na stadionu bila je 22. ožujka 2024., kada je Egipat ugostio Novi Zeland na prijateljskom turniru na kojem su sudjelovali još i Tunis i Hrvatska, a sam čin svečanog otvaranja bit će tri dana kasnije na finalnoj utakmici tog turnira.

## Design
Stadion NAC izgrađen je na eliptičnoj osnovi. Krov je stilski oblikovan prema pokrivalu za glavu staroegipatske kraljice Nefertiti. Stadion ima i atletsku stazu.

## Utakmice
Stadion NAC domaćin je otvaranja i finalne utakmice prvog izdanja međunarodnog prijateljskog turnira ACUD Cup iz Fifine serije 2024. Utakmica otvaranja turnira bila je 22. ožujka 2024.utakmice između Egipta i Novog Zelanda. Egipat se pobjedom plasirao u finale, u kojem će igrati s pobjednikom drugog polufinala između Tunisa i Hrvatske. To finale će biti čin svečanog otvaranja ovog stadiona.